# Bolusia capensis
Bolusia capensis är en ärtväxtart som beskrevs av George Bentham. Bolusia capensis ingår i släktet Bolusia och familjen ärtväxter. Inga underarter finns listade i Catalogue of Life.